# Tricaudatus polygoni
Tricaudatus polygoni är en insektsart. Tricaudatus polygoni ingår i släktet Tricaudatus och familjen långrörsbladlöss. Inga underarter finns listade i Catalogue of Life.